# Княгининська волость
Княгининська волость — адміністративно-територіальна одиниця Дубенського повіту Волинської губернії з центром у селі Княгинин.
Станом на 1886 рік складалася з 17 поселень, 10 сільських громад. Населення — 6734 особи (3308 чоловічої статі та 3426 — жіночої), 605 дворових господарства.
|                     | Площа, десятин | У тому числі орної, десятин |
| ------------------- | -------------- | --------------------------- |
| Сільських громад    | 7753           | 5579                        |
| Приватної власності | 7995           | 4086                        |
| Казенної власності  | 3              | —                           |
| Іншої власності     | 436            | 343                         |
| Загалом             | 16187          | 10008                       |

Основні поселення волості:
- Княгинин — колишнє власницьке село за 32 версти від повітового міста, 413 осіб, 48 дворів; волосне правління, православна церква, школа, постоялий будинок, водяний млин. За 5 версти - містечко колишнє державне Демидівка (Ленчне) із 961 мешканцем, православною церквою, єврейським молитовним будинком, 4 постоялими будинками, лавкою, ярмарком.
- Бакуйма — колишнє власницьке село, 611 осіб, 77 дворів, православна церква, постоялий будинок, 2 водяних млини, винокуренний завод.
- Вільничі — колишнє власницьке село при річці Іква, 486 осіб, 46 дворів, православна церква, постоялий будинок.
- Войниця — колишнє власницьке село при річці Іква, 336 осіб, 48 дворів, православна церква, постоялий будинок, водяний млин.
- Демидівка — колишнє державне село, 250 осіб, 44 двори, православна церква.
- Дубляни — колишнє державне село, 270 осіб, 46 дворів, 2 православних церкви, школа, постоялий будинок.
- Ільпибоки — колишнє власницьке село, 229 осіб, 23 двори, католицька каплиця, постоялий будинок, водяний млин.
- Красне  — колишнє власницьке село при річці Стир, 610 осіб, 55 дворів, православна церква, постоялий будинок, 2 водяних млини.
- Охматків — колишнє власницьке село, 209 осіб, 25 дворів, православна церква, постоялий будинок, водяний млин.
- Перекалля — колишнє власницьке село, 206 осіб, 25 дворів, православна церква, постоялий будинок.
- Рудка — колишнє власницьке село, 350 осіб, 42 двори, православна церква, постоялий будинок.
- Рудлеве — колишнє власницьке село при річці Іква, 190 осіб, 22 двори, православна церква.

## Після 1920р.
Волость існувала до 1920 р. у складі Дубенського повіту Волинської губернії. 18 березня 1921 року Західна Волинь анексована Польщею. У Польщі існувала під назвою ґміна Княгінін Дубенського повіту Волинського воєводства в тому ж складі, що й до 1921 року. 
На 1936 рік гміна складалася з 24 громад:
1. Адамівка — колонія: Адамівка;
2. Баболоки — село: Баболоки;
3. Бокійма — село: Бакуйма, хутір: Козирщина та гаївка: Сосновик;
4. Березина — колонія: Березина та хутір: Клин;
5. Чорна-Лоза — колонія: Чорна-Лоза;
6. Діброва — колонія: Діброва;
7. Демидівка — містечко: Демидівка;
8. Демидівка — село: Демидівка та хутори: Коцюбник і Пасічисько;
9. Дубляни — село: Дубляни;
10. Ільпибоки — село: Ільпибоки;
11. Калинівка — колонія: Калинівка, хутір: Калинівець;
12. Княгинин — село: Княгинин, ферма: Дубина та хутори: Дубина і Нива;
13. Красне — село: Красне та хутори: Монастирисько і Семенів Кут;
14. Лішня — село: Лішня, хутір: Мар'янка;
15. Охматків — село: Охматків;
16. Пащиха — колонія: Пащиха;
17. Перекалі — село: Перекалі, хутір: Малівщина;
18. Паланівка — колонія: Паланівка та хутір: Кисилин;
19. Решетилівка — колонія: Решетилівка;
20. Рудка — село: Рудка та хутір: Рудка;
21. Рудливе — село: Рудлеве;
22. Свищів — село: Свищів;
23. Вовничі — село: Вовничі;
24. Війниця — село: Войниця.

Після радянської анексії західноукраїнських земель ґміна ліквідована у зв'язку з утворенням Демидівського району.